# Papier collé

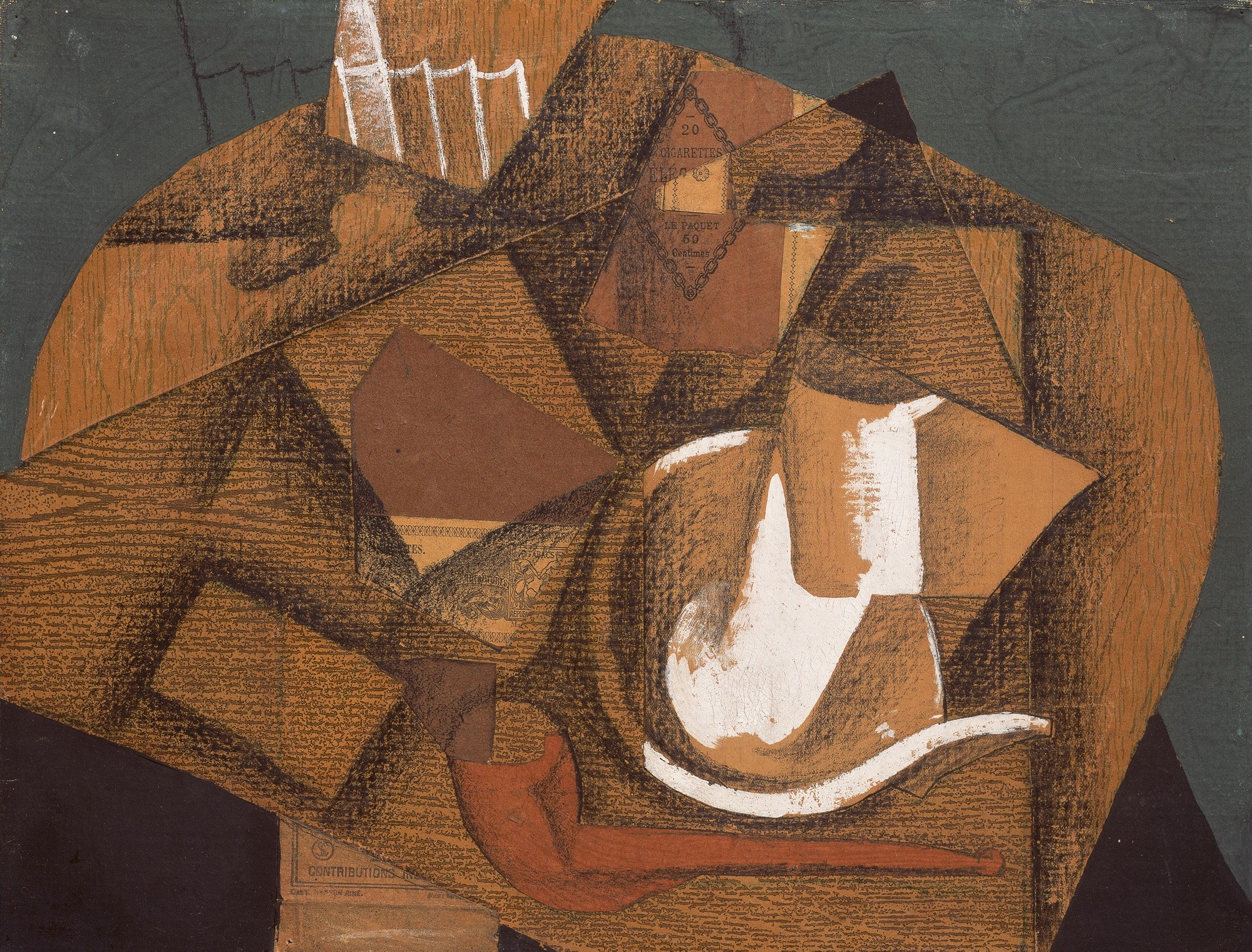
Opera di Juan Gris realizzata con la tecnica papiers collés.

I papiers collés sono delle opere d'arte che, come suggerisce il nome francese, sono realizzate mediante l'accostamento di pezzi di carta (carta di giornale, carta da parati...) incollati sulla tela per rendere l'idea dei diversi materiali rappresentati (come il legno, ad esempio) e accostati al disegno a carboncino e/o a pastello. La diffusione si deve al cubismo sintetico, grazie alle opere di Pablo Picasso, Georges Braque e Juan Gris.  
I papier collé  del Cubismo sono  composti di stampe: carta da parati, finto legno, spartiti musicali, giornali. Alterano l'idea di rappresentazione figurativa tradizionale: l'opera presenta i materiali prelevati dalla realtà per quello che già sono e significano. Il papier collé non è quindi solo una tecnica, come potrebbe essere il mosaico, bensì una nuova prassi compositiva:   invece di rappresentare le forme del mondo, l'immagine è composta di frammenti  tratti dalla realtà e già dotati di senso. Possono essere paragonate alle citazioni comprese in un testo verbale.
Il procedimento è analogo al collage (che anch'esso si era diffuso nei primi anni del Novecento, con il cubismo e il futurismo) che invece permette di incollare ogni tipo di materiale, non solo la carta.